# شمس‌آباد (فیروزه، غرب)
شمس‌آباد (فیروزه، غرب)، روستایی از توابع بخش مرکزی شهرستان فیروزه در استان خراسان رضوی ایران است.

## جمعیت
این روستا در دهستان تخت جلگه قرار دارد و براساس سرشماری مرکز آمار ایران در سال ۱۳۸۵، جمعیت آن کمتر از سه خانوار بوده‌است.